# Регби на Уоллисе и Футуне
Регби в Уоллис и Футуна — популярный вид спорта в заморском сообществе Уоллис и Футуна.

## Руководящий орган
Территориальный комитет регби Уоллис и Футуна является комитетом под эгидой Французской федерации регби, которая является руководящим органом регби в Уоллис и Футуна.
Комитет не является аффилированным лицом IRB, но является ассоциированным членом Федерации регби Океании (FORU), которая является руководящим органом регби в Океании.

## История
Регби впервые привезли на Уоллис и Футуна французы, в него играли уже не менее века. Уоллис и Футуна по-прежнему являются французскими территориями, и это оказалось неоднозначным благом, поскольку у игроков есть перспектива «продвижения» к французскому профессионализму/полулюбительству, но это также потенциально ослабляет местную систему, удаляя игроков из местных соревнований.
У Уоллис и Футуна тоже есть географические проблемы. Две основные группы островов находятся на расстоянии 160 км друг от друга, что затрудняет регулярные соревнования. Существует также проблема населения, поскольку на островах проживает всего около 13 000 жителей. Тем не менее, острова имеют тесные связи с Тонга и Самоа, оба из которых являются основными странами регби, несмотря на их небольшой размер. Каилао, который часто называют тонганским словом «хака» и используется национальной сборной Тонга по регби, имеет уоллисское происхождение.

### Тихоокеанские игры
Уоллис и Футуна впервые сыграли в международный регби в 1966 году на Южнотихоокеанских играх (как они тогда назывались), но с тех пор переключились на игру регби-7. В регби-7 стали играть на Южнотихоокеанских играх с конца 1990-х годов. Команда Уоллис и Футуна участвовала в турнирах по регби 7 на последних играх.